# NORAD Tracks Santa

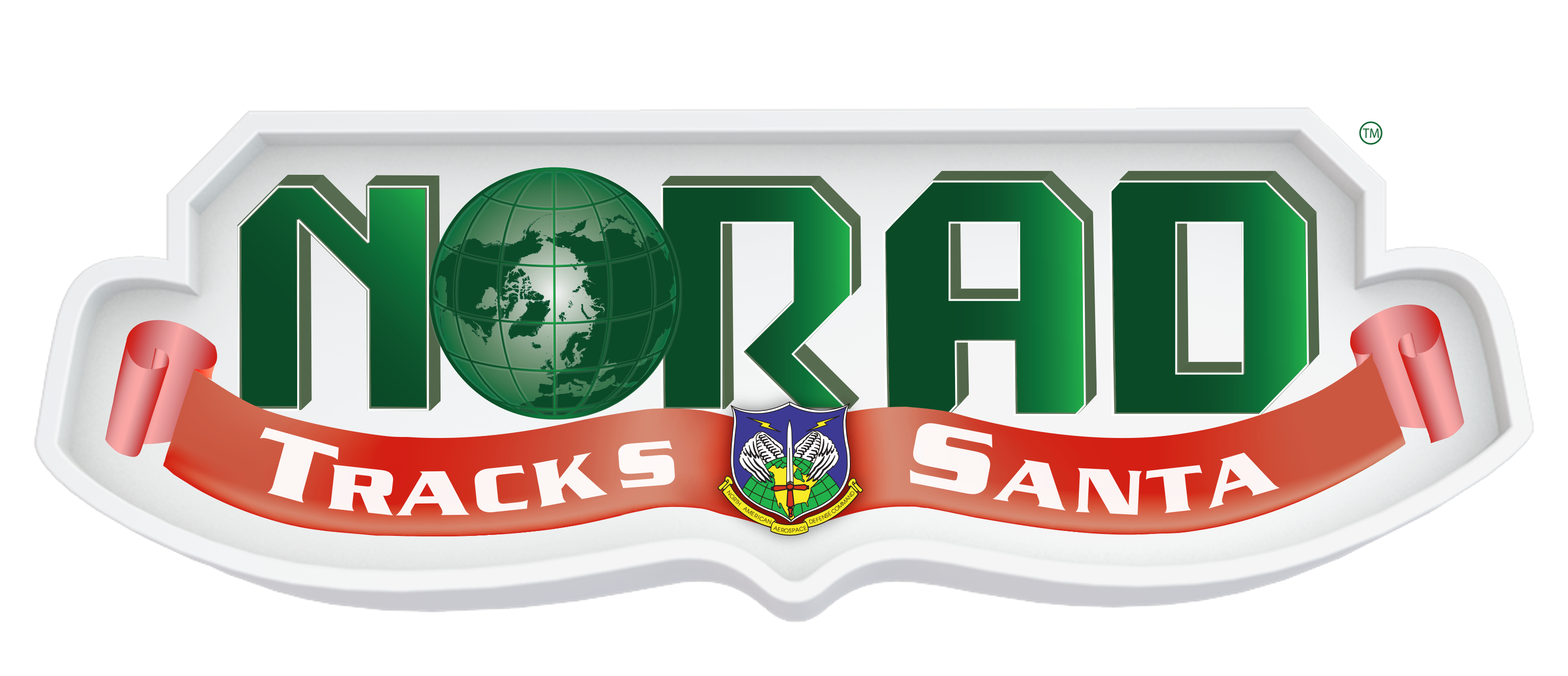
Logotype du programme « NORAD Tracks Santa ».

Le NORAD Tracks Santa est un programme annuel de divertissement sur le thème de Noël, développé par les services du Commandement de la défense aérospatiale de l'Amérique du Nord (NORAD) depuis 1955.
Il est mis à disposition du public américain (puis du monde entier) chaque année dans le but de permettre aux enfants de simuler le suivi des déplacements du Père Noël (appelé en Amérique du Nord Santa Claus) à travers le monde, « depuis son départ du pôle Nord jusqu'à la distribution des cadeaux ».
Bien que NORAD prétende utiliser le radar et d'autres technologies pour suivre le Père Noël, le site Web simule le suivi du Père Noël et affiche des informations de localisation prédéterminées aux utilisateurs.

## Histoire

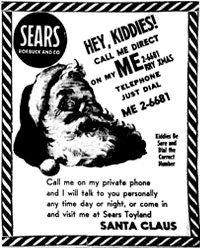
L'affiche de la chaîne de magasins Sears, datant de 1955, contenant l'erreur d'impression du numéro de téléphone de Santa Claus.

Les origines du programme remontent au 24 décembre 1955, lorsqu'un magasin de la chaîne Sears, aux États-Unis, place une annonce dans un journal local de Colorado Springs indiquant aux enfants de tout le pays qu'ils pouvaient téléphoner au Père Noël grâce à une affiche mettant à disposition un numéro spécifique. Cependant, ce numéro contient une faute, provoquée par une erreur d'impression, laissant place à une ligne téléphonique vers le CONAD (l'ancêtre du NORAD), le Commandement de la défense aérospatiale de l'Amérique du Nord. L'officier de permanence en poste ce soir-là, le colonel Harry Shoup, submergé d'appels, décide de jouer le jeu en indiquant à ses jeunes interlocuteurs qu'il « aidait le Père Noël et suivait son trajet sur ses écrans radars ». Il ordonne alors à tout le personnel de fournir aux enfants qui téléphonent l'« emplacement actuel » de Santa Claus (nom anglais du Père Noël).
Les années suivantes, lorsque le CONAD laisse place au NORAD, la même consigne est appliquée et, peu à peu, la tradition s'installe pour perdurer jusqu'à nos jours.
Depuis, le NORAD s'appuie sur des équipes de bénévoles pour gérer de façon adéquate la mise en place annuelle du programme. Chacun de ces bénévoles gère à lui seul environ quarante appels téléphoniques par heure, et l'équipe entière s'occupe, au total, de plus de 12 000 e-mails et plus de 70 000 appels téléphoniques, provenant de deux cents pays et États différents. La plus grande partie de ces contacts se produisent durant un créneau de 25 heures, à partir du 24 décembre à 2 h du matin, jusqu'au 25 décembre à 3 h du matin.
Depuis décembre 2007, l'outil Google Analytics est utilisé afin d'analyser le trafic téléphonique et numérique du NORAD Tracks Santa. À partir des informations dégagées par ces analyses, les équipes du programme peuvent projeter le nombre d'appels et d'e-mails qui suivront l'année suivante, afin de s'équiper à l'échelle des besoins pronostiqués. Les bénévoles comprennent du personnel civil mais aussi militaire.

## Site internet et autres médias

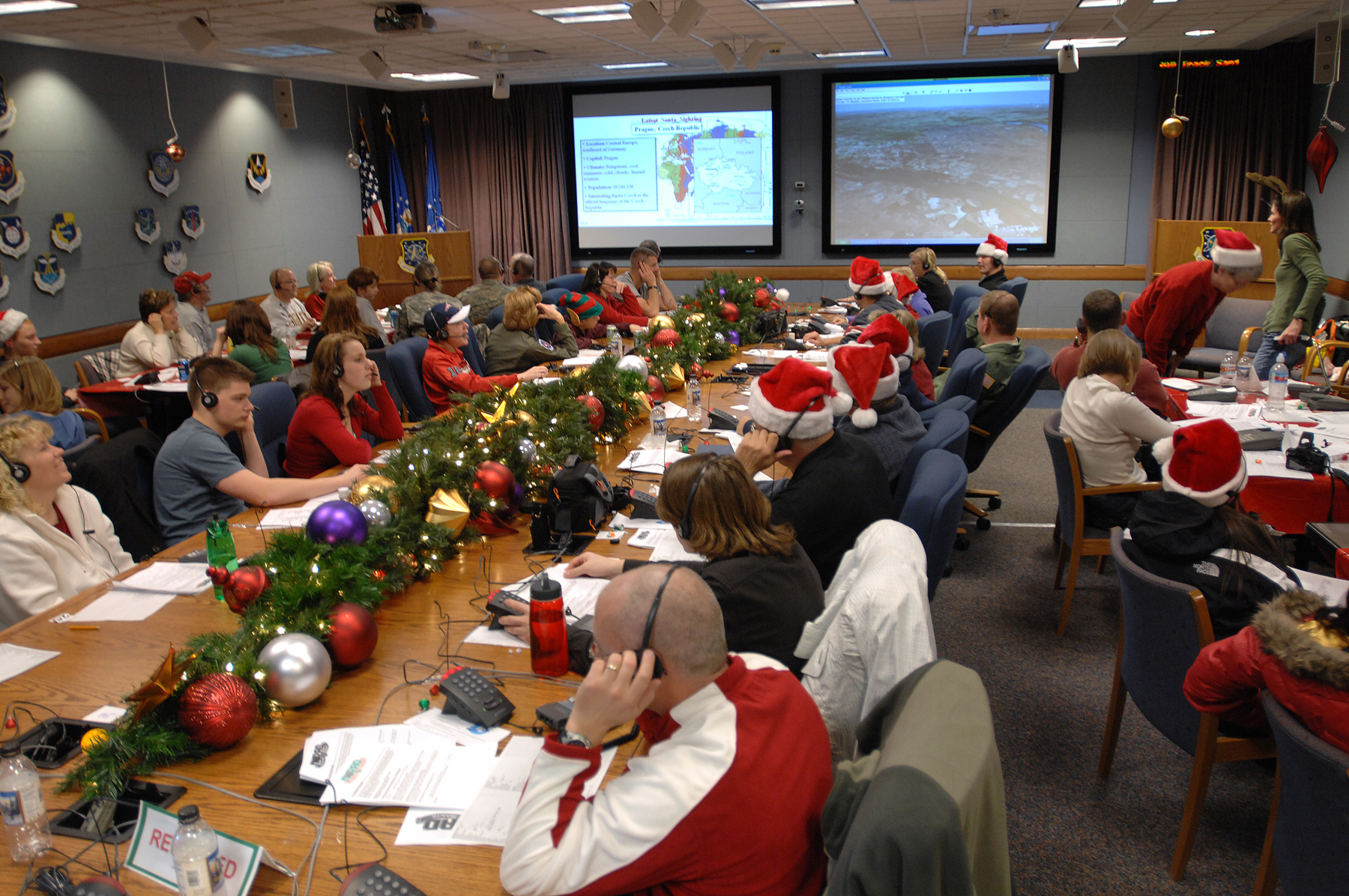
Volontaires du NORAD dans une des salles utilisées pour l'opération NORAD Tracks Santa en 2007.

Le NORAD Tracks Santa a toujours fait usage d'une certaine variété de médias. Depuis les années 1950, et jusqu'à l'année 1996, ce sont les hotlines téléphoniques, les journaux, la radio, les enregistrements phonographiques, et la télévision qui s'occupent de diffuser l'existence et la mission du programme.
De 1997 à nos jours, le programme a développé sa médiatisation par le moyen d'Internet. Comme les médias mobiles et les réseaux sociaux sont devenus très populaires, et très répandus en tant que moyens de communication directs, ces plateformes ont également été adoptées par le NORAD, dans le but de toucher un maximum d'enfants, à travers le monde entier,. La disposition du site internet NORAD Tracks Santa et de ses pages a grandement changé depuis 1997, en raison, notamment, des avancées importantes dans le domaine des technologies de l'internet qui se sont produits, mais aussi des changements de sponsors et des partenaires parrainant le programme, qui diffèrent selon les années.
Entre 2004 et 2009, les internautes qui ont visité le site web ont remarqué qu'ils pouvaient « suivre » la piste de Santa Claus, via le logiciel Google Earth, après quoi il leur était proposé de télécharger un fichier KMZ. De 2009 à 2011, le suivi de la position de Santa Claus par Google Earth s'est fait directement depuis le site du programme, et plus aucun fichier KMZ n'était alors proposé. Depuis 2011, toutefois, une application iOS et Android a été développée, qui comprend des mises à jour et un jeu interactif semblable à Angry Birds.

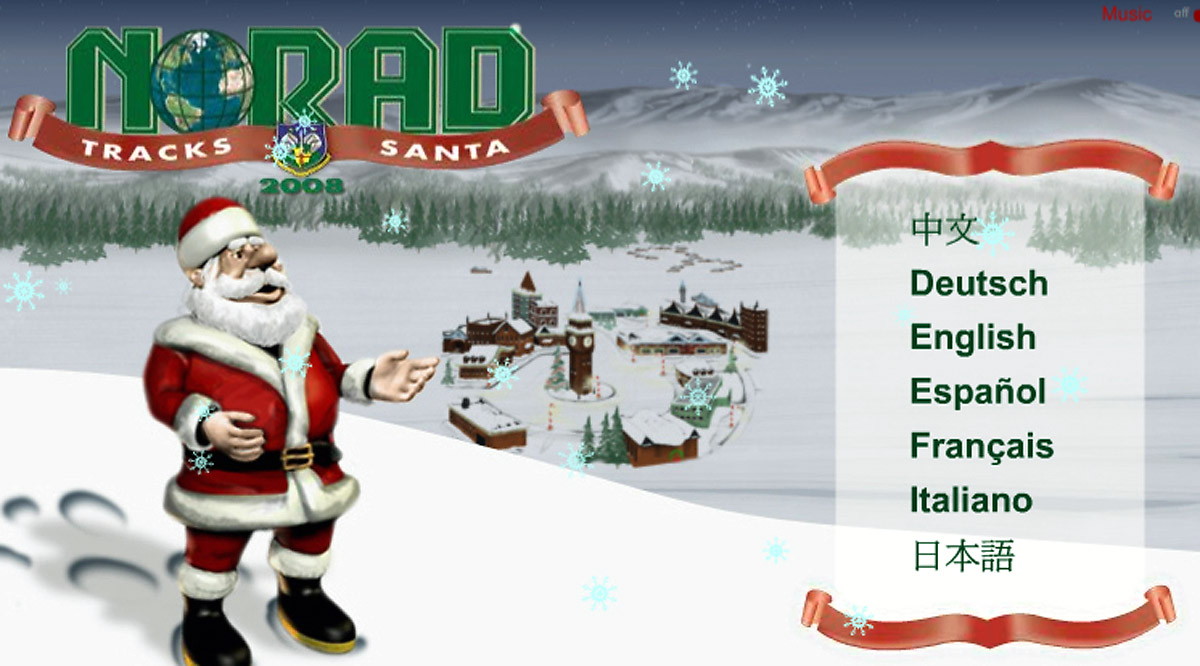
Page d'accueil du site internet NORAD Tracks Santa en décembre 2008.

Depuis la mi-janvier, et jusqu'au 30 novembre, lorsque l'on visite le site web du NORAD Tracks Santa, l'internaute est accueilli par un message lui indiquant de revenir le 1er décembre de la même année, afin de « suivre Santa Claus avec le NORAD ». Au cours du mois de décembre, on découvre donc le site internet, avec toutes les fonctionnalités disponibles. La veille de Noël, une page de vidéos est généralement générée chaque heure : la « Santa Cam » permet ainsi de regarder des images de Santa Claus survolant des monuments célèbres, à travers le monde entier. Chacune de ces vidéos était, jusqu'à 2011, accompagnée d'une voix off, effectuée par le personnel du NORAD, donnant quelques faits au sujet des villes et pays représentés. Certaines célébrités ont également participé à l'enregistrement de ces voix. Par exemple, pour les vidéos montrant Londres, une personnalité de la télévision britannique, Jonathan Ross, a réalisé les voix off de 2005 à 2007, tout comme l'ancien batteur des Beatles, Ringo Starr, de 2003 à 2004. En 2002, Aaron Carter, avait lui aussi fourni sa voix à trois d'entre elles.
Le NORAD a signalé que, pour le Noël de l'année 2013, 19 580 000 visiteurs uniques s'étaient connectés sur le site du NORAD Tracks Santa depuis la veille, et que les quelque 1 200 bénévoles du programme avaient répondu à 117 371 appels téléphoniques. Grâce aux médias sociaux, le programme cumulait alors 146 307 fans sur Twitter, et 1 450 000 « J'aime » sur Facebook.

## Postérité
La tradition de ce divertissement est de nos jours profondément ancrée dans la culture de Noël aux États-Unis, parmi les jeunes enfants. Si le programme du NORAD est encore le plus populaire aujourd'hui, d'autres organismes, privés ou publics, ont développé des structures interactives similaires : ainsi, Google, la société numérique d'influence mondiale, a proposé, durant tout le mois de décembre 2014 un logiciel spécialement conçu, le « Google Santa Tracker », un outil interactif installé sur un site internet reprenant le principe du calendrier de l'Avent : chaque jour, jusqu'au 24 décembre, un nouveau mini-jeu ou une nouvelle vidéo est dévoilé aux internautes, avec la finalité de suivre le père Noël/Santa Claus (selon les pays) à travers son périple,.
En concurrence avec ce dispositif, l'entreprise Microsoft a elle aussi lancé le développement, en association avec le NORAD, d'un outil similaire dans l'interface de son propre service de cartographie, Bing Maps. Si le thème du Google Santa Tracker se base sur le style coloré du « flat design », celui de Microsoft adopte cependant un style plus réaliste.
Le NORAD fournissait au départ, et jusqu'en 2009 ou 2011 son appui à Google dans le développement du Google Santa Tracker. Cependant, le NORAD met fin en 2012 à ce partenariat, offrant désormais son soutien à Microsoft au plus grand désarroi de Google, qui a alors dû s'équiper d'un service spécifique à la création du Google Santa Tracker, pour ainsi faire face à son concurrent historique.
En 2015, le NORAD met en place un partenariat avec Microsoft pour l'utilisation de son logiciel cartographique Bing Maps, en contrepartie le NORAD devra faire la promotion du navigateur web Microsoft Edge ainsi que du système d'exploitation Windows 10.[réf. souhaitée]

## Publicité et partenariats

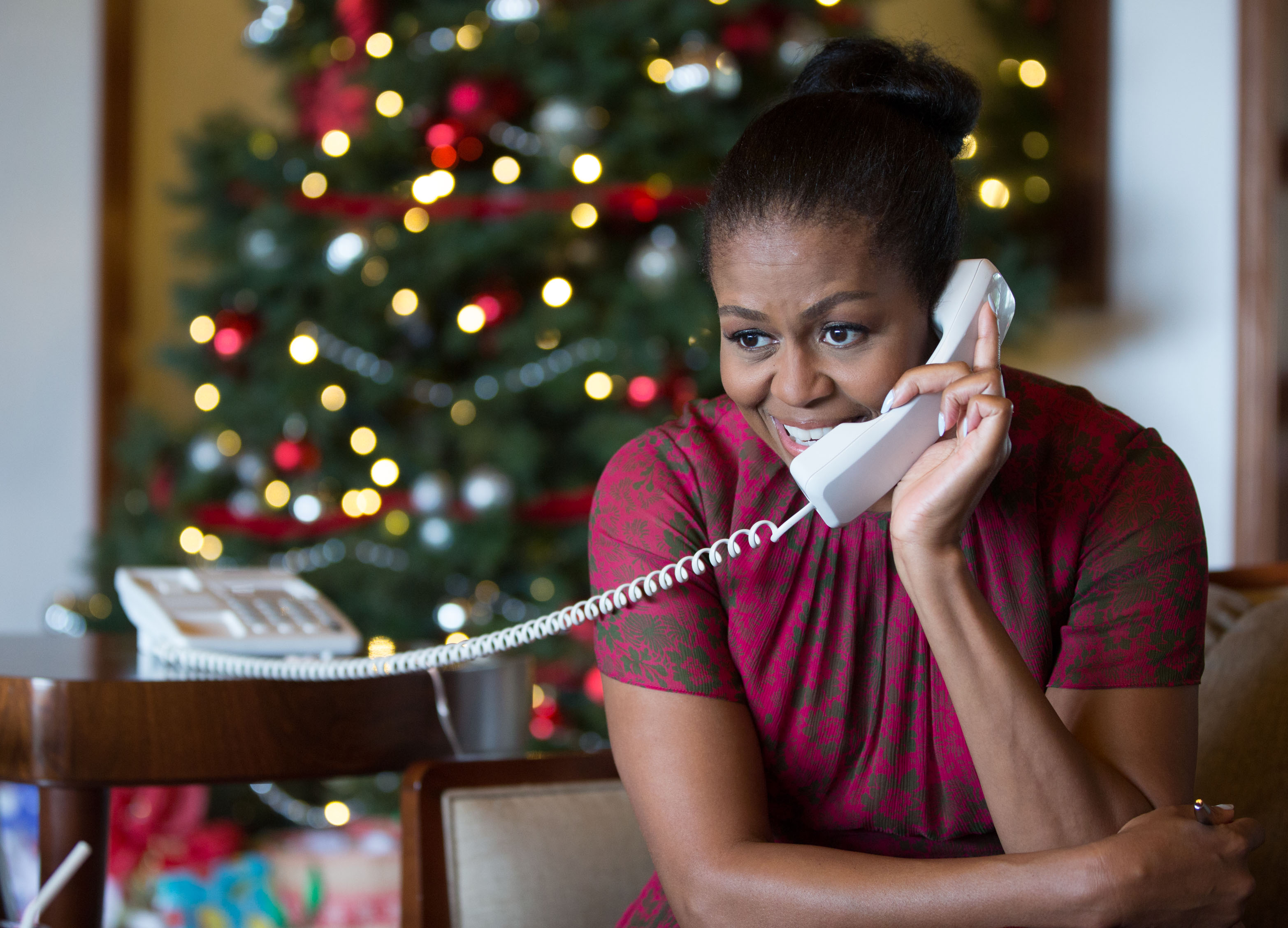
Participation de la première dame Michelle Obama au programme Tracks Santa, le 24 décembre 2012.

Le programme du NORAD Tracks Santa s'appuie sur le mécénat de plusieurs entreprises, et n'est pas financé par les impôts des contribuables américains ou canadiens, le NORAD étant sous le contrôle conjoint des deux pays. Les différentes unités militaires nord-américaines qui font la publicité du programme sont, entre autres, du Northeast Air Defense Sector of the New York Air National Guard et l'U.S. Naval Reserve Navy Information Bureau,.
D'autres agences fédérales des États-Unis, telles que la NASA ou encore la National Oceanic and Atmospheric Administration (NOAA),,,,, ont contribué au fil des années à faire connaître le service, tout comme les forces armées canadiennes.
La première dame des États-Unis, Michelle Obama, a également participé au programme, répondant chaque année depuis 2009 aux appels téléphoniques des enfants,,,.
Selon Gerry Bowler, professeur d'histoire à l'Université du Manitoba, le NORAD Tracks Santa est l'un des « rares ajouts modernes à la séculaire histoire de Santa Claus qui ait perduré dans le temps ». Bowler ajoute également que le programme « se sert d'un élément essentiel de l'histoire de Santa Claus - ses voyages durant la veille de Noël - et le regarde à travers une lentille technologique », transposant donc la mythologie inhérente à ce personnage dans l'ère moderne.